# Seznam dílů pořadu Výměna manželek
Toto je seznam dílů pořadu Výměna manželek. Podoby jmen účastnic, uvedený věk a pořadí v tabulce odpovídají tomu, jak jsou představeny moderátorem v úvodu pořadu.

## Přehled řad
| Řada     | Díly | Premiéra           | Premiéra          |
| Řada     | Díly | První díl          | Poslední díl      |
| -------- | ---- | ------------------ | ----------------- |
| 1        | 15   | 5. září 2005       | 12. prosince 2005 |
| 2        | 8    | 10. dubna 2006     | 4. června 2006    |
| 3        | 13   | 11. března 2007    | 3. června 2007    |
| 4        | 8    | 8. března 2009     | 26. dubna 2009    |
| 5        | 10   | 23. března 2012    | 25. května 2012   |
| 6        | 10   | 30. srpna 2013     | 1. listopadu 2013 |
| 7        | 26   | 25. března 2015    | 21. září 2016     |
| 8        | 20   | 28. září 2016      | 19. dubna 2017    |
| 9        | 20   | 3. května 2017     | 28. února 2018    |
| 10       | 20   | 7. března 2018     | 9. ledna 2019     |
| 11       | 20   | 16. ledna 2019     | 8. ledna 2020     |
| 12       | 9    | 15. ledna 2020     | 11. března 2020   |
| 13       | 9    | 26. srpna 2020     | 21. října 2020    |
| 14       | 16   | 6. ledna 2021      | 21. dubna 2021    |
| 15       | 25   | 1. prosince 2021   | 1. června 2022    |
| 16       | 15   | 11. ledna 2023     | 21. června 2023   |
| 17       | 7    | 21. června 2023    | 2. srpna 2023     |
| 18       | 15   | 3. ledna 2024      | 29. května 2024   |
| 19       | 7    | 3. července 2024   | 14. srpna 2024    |
| 20       | 8    | 27. listopadu 2024 | 22. ledna 2025    |
| Speciály | 4    | 3. dubna 2006      | 1. března 2009    |

Samotná TV Nova nemá pro jednotlivé díly jednotné číslování, díly byly na různých místech (archiv TV Nova, Voyo, program TV Nova) označeny různými čísly a zařazeny do různých řad. Číslování na VOD službě Voyo u některých řad neodpovídá pořadí, v jakém byly díly vysílány, navíc zde byly epizody i několikrát přečíslovány. Z důvodu rozporu v označování epizod bude v tabulce v samostatném sloupci uvedeno i číslo epizody na Voyo (podle stavu z roku 2025).

## Seznam dílů

### První řada (2005)
Vysílací den: pondělí.
| Pořadí | Pořadí | Datum premiéry     | Manželka #1    | Manželka #2  | Číslo na VOYO |        |
| celkem | v řadě | Datum premiéry     | Manželka #1    | Manželka #2  | Číslo na VOYO |        |
| ------ | ------ | ------------------ | -------------- | ------------ | ------------- | ------ |
| 1.     | 1.     | 5. září 2005       | Eva (30)       | Alena (43)   | 1. díl        | [ 1 ]  |
| 2.     | 2.     | 12. září 2005      | Zuzana (34)    | Martina (43) | 2. díl        |        |
| 3.     | 3.     | 19. září 2005      | Jitka (43)     | Jana (36)    | 4. díl        | [ 2 ]  |
| 4.     | 4.     | 26. září 2005      | Soňa (44)      | Monika (31)  | 3. díl        | [ 3 ]  |
| 5.     | 5.     | 3. října 2005      | Soňa (31)      | Renata (41)  | 8. díl        |        |
| 6.     | 6.     | 10. října 2005     | Martina (38)   | Dana (45)    | 5. díl        | [ 4 ]  |
| 7.     | 7.     | 17. října 2005     | Hanka (30)     | Žaneta (31)  | 6. díl        |        |
| 8.     | 8.     | 24. října 2005     | Jaroslava (35) | Lenka (38)   | -             | [ 5 ]  |
| 9.     | 9.     | 31. října 2005     | Lucie (23)     | Erika (34)   | -             | [ 6 ]  |
| 10.    | 10.    | 7. listopadu 2005  | Denisa (26)    | Denisa (32)  | 12. díl       | [ 7 ]  |
| 11.    | 11.    | 14. listopadu 2005 | Alena (33)     | Eva (26)     | 7. díl        | [ 8 ]  |
| 12.    | 12.    | 21. listopadu 2005 | Jindra (29)    | Milena (35)  | 10. díl       | [ 9 ]  |
| 13.    | 13.    | 28. listopadu 2005 | Petra (35)     | Pavla (32)   | 13. díl       | [ 10 ] |
| 14.    | 14.    | 5. prosince 2005   | Monika (31)    | Lenka (31)   | 11. díl       |        |
| 15.    | 15.    | 12. prosince 2005  | Gita (35)      | Iva (34)     | 14. díl       |        |

### Druhá řada (2006)
Vysílací den: pondělí (díly 1.–3.), neděle (díly 4.–8.).
| Pořadí | Pořadí | Datum premiéry  | Manželka #1   | Manželka #2   | Číslo na VOYO |        |
| celkem | v řadě | Datum premiéry  | Manželka #1   | Manželka #2   | Číslo na VOYO |        |
| ------ | ------ | --------------- | ------------- | ------------- | ------------- | ------ |
| 16.    | 1.     | 10. dubna 2006  | Diana (26)    | Gábina (39)   | 1. díl        | [ 11 ] |
| 17.    | 2.     | 17. dubna 2006  | Monika (28)   | Renata (34)   | 3. díl        | [ 12 ] |
| 18.    | 3.     | 24. dubna 2006  | Marcela (37)  | Zuzana (28)   | 2. díl        | [ 13 ] |
| 19.    | 4.     | 7. května 2006  | Lída (33)     | Radka (28)    | 6. díl        | [ 14 ] |
| 20.    | 5.     | 14. května 2006 | Monika (32)   | Monika (39)   | 5. díl        | [ 15 ] |
| 21.    | 6.     | 21. května 2006 | Žofie (30)    | Gabriela (35) | 4. díl        | [ 16 ] |
| 22.    | 7.     | 28. května 2006 | Martina (37)  | Iveta (33)    | 8. díl        | [ 17 ] |
| 23.    | 8.     | 4. června 2006  | Kateřina (42) | Denisa (31)   | 7. díl        | [ 18 ] |

### Třetí řada (2007)
Vysílací den: neděle
| Pořadí | Pořadí | Datum premiéry  | Manželka #1    | Manželka #2   | Číslo na VOYO |        |
| celkem | v řadě | Datum premiéry  | Manželka #1    | Manželka #2   | Číslo na VOYO |        |
| ------ | ------ | --------------- | -------------- | ------------- | ------------- | ------ |
| 24.    | 1.     | 11. března 2007 | Ladislava (21) | Jarka (34)    | -             | [ 19 ] |
| 25.    | 2.     | 18. března 2007 | Eva (33)       | Žaneta (27)   | 2. díl        | [ 20 ] |
| 26.    | 3.     | 25. března 2007 | Dáša (40)      | Sylva (31)    | 3. díl        | [ 21 ] |
| 27.    | 4.     | 1. dubna 2007   | Justýna (28)   | Radka (34)    | -             | [ 22 ] |
| 28.    | 5.     | 8. dubna 2007   | Veronika (30)  | Vlaďka (41)   | 4. díl        | [ 23 ] |
| 29.    | 6.     | 15. dubna 2007  | Alena (31)     | Lenka (26)    | 5. díl        | [ 24 ] |
| 30.    | 7.     | 22. dubna 2007  | Věra (32)      | Jana (37)     | 6. díl        | [ 25 ] |
| 31.    | 8.     | 29. dubna 2007  | Ludmila (45)   | Zdenka (26)   | 8. díl        | [ 26 ] |
| 32.    | 9.     | 6. května 2007  | Věra (44)      | Renata (28)   | 7. díl        | [ 27 ] |
| 33.    | 10.    | 13. května 2007 | Petra (22)     | Veronika (34) | 11. díl       | [ 28 ] |
| 34.    | 11.    | 20. května 2007 | Monika (36)    | Jitka (37)    | 9. díl        | [ 29 ] |
| 35.    | 12.    | 27. května 2007 | Karima (33)    | Ilona (32)    | 10. díl       | [ 30 ] |
| 36.    | 13.    | 3. června 2007  | Marie (29)     | Kateřina (28) | 12. díl       | [ 31 ] |

### Čtvrtá řada (2009)
Vysílací den: neděle
| Pořadí | Pořadí | Datum premiéry  | Manželka #1   | Manželka #2   | Číslo na VOYO |        |
| celkem | v řadě | Datum premiéry  | Manželka #1   | Manželka #2   | Číslo na VOYO |        |
| ------ | ------ | --------------- | ------------- | ------------- | ------------- | ------ |
| 37.    | 1.     | 8. března 2009  | Dagmar (37)   | Karla (37)    | 3. díl        | [ 32 ] |
| 38.    | 2.     | 15. března 2009 | Irena (36)    | Petra (22)    | 7. díl        | [ 33 ] |
| 39.    | 3.     | 22. března 2009 | Kateřina (20) | Michaela (36) | 6. díl        | [ 34 ] |
| 40.    | 4.     | 29. března 2009 | Hana (21)     | Jitka (43)    | 8. díl        | [ 35 ] |
| 41.    | 5.     | 5. dubna 2009   | Ilona (29)    | Martina (27)  | 2. díl        | [ 36 ] |
| 42.    | 6.     | 12. dubna 2009  | Věra (32)     | Ludmila (62)  | 5. díl        | [ 37 ] |
| 43.    | 7.     | 19. dubna 2009  | Lenka (40)    | Žaneta (37)   | 9. díl        | [ 38 ] |
| 44.    | 8.     | 26. dubna 2009  | Monika (29)   | Petra (35)    | 4. díl        | [ 39 ] |

### Pátá řada (2012)
Vysílací den: pátek.
| Pořadí | Pořadí | Datum premiéry  | Manželka #1  | Manželka #2   | Číslo na VOYO |        |
| celkem | v řadě | Datum premiéry  | Manželka #1  | Manželka #2   | Číslo na VOYO |        |
| ------ | ------ | --------------- | ------------ | ------------- | ------------- | ------ |
| 45.    | 1.     | 23. března 2012 | Vendy (38)   | Míša (27)     | 1. díl        | [ 40 ] |
| 46.    | 2.     | 30. března 2012 | Monika (25)  | Bohumila (48) | 2. díl        | [ 41 ] |
| 47.    | 3.     | 6. dubna 2012   | Monika (41)  | Martina (36)  | 3. díl        | [ 42 ] |
| 48.    | 4.     | 13. dubna 2012  | Miluše (39)  | Štěpánka (42) | -             | [ 43 ] |
| 49.    | 5.     | 20. dubna 2012  | Jana (25)    | Lenka (42)    | 5. díl        | [ 44 ] |
| 50.    | 6.     | 27. dubna 2012  | Sylva (36)   | Jitka (36)    | 6. díl        | [ 45 ] |
| 51.    | 7.     | 4. května 2012  | Martina (38) | Jitka (47)    | 8. díl        | [ 46 ] |
| 52.    | 8.     | 11. května 2012 | Monika (26)  | Šárka (35)    | 7. díl        | [ 47 ] |
| 53.    | 9.     | 18. května 2012 | Marie (36)   | Iva (29)      | 9. díl        | [ 48 ] |
| 54.    | 10.    | 25. května 2012 | Renata (46)  | Michaela (22) | 10. díl       | [ 49 ] |

### Šestá řada (2013)
Vysílací den: pátek.
Poslední premiérový díl 6. řady byl odvysílán 1. listopadu 2013. Od 8. listopadu 2013 do 13. prosince 2013 se ve stejném čase (t.j. pátek večer) vysílaly už jen reprízy dílů z předchozích řad, které mohou být někdy chybně označeny jako součást 6. řady.
| Pořadí | Pořadí | Datum premiéry    | Manželka #1  | Manželka #2   | Číslo na VOYO |        |
| celkem | v řadě | Datum premiéry    | Manželka #1  | Manželka #2   | Číslo na VOYO |        |
| ------ | ------ | ----------------- | ------------ | ------------- | ------------- | ------ |
| 55.    | 1.     | 30. srpna 2013    | Marie (47)   | Dominika (30) | 1. díl        | [ 50 ] |
| 56.    | 2.     | 6. září 2013      | Tereza (33)  | Petr (24)     | 2. díl        | [ 51 ] |
| 57.    | 3.     | 13. září 2013     | Lenka (24)   | Jana (38)     | 3. díl        | [ 52 ] |
| 58.    | 4.     | 20. září 2013     | Iveta (30)   | Dita (36)     | 4. díl        | [ 53 ] |
| 59.    | 5.     | 27. září 2013     | Iveta (39)   | Markéta (31)  | -             | [ 54 ] |
| 60.    | 6.     | 4. října 2013     | Darina (34)  | Barbora (23)  | -             | [ 55 ] |
| 61.    | 7.     | 11. října 2013    | Martina (36) | Lucie (26)    | 7. díl        | [ 56 ] |
| 62.    | 8.     | 18. října 2013    | Nikola (35)  | Lenka (29)    | 8. díl        | [ 57 ] |
| 63.    | 9.     | 25. října 2013    | Martina (35) | Petra (25)    | -             | [ 58 ] |
| 64.    | 10.    | 1. listopadu 2013 | Petra (37)   | Kristýna (24) | 10. díl       | [ 59 ] |

### Sedmá řada (2015–2016)
Vysílací den: středa
Mezi premiérovými díly byly 4x odvysílány reprízy: dne 23. září 2015 byla mezi premiérové díly vmezeřena repríza prvního dílu 6. řady, dne 6. ledna 2016 byla odvysílaná repríza druhého dílu 6. řady, dne 13. ledna 2016 byla odvysílaná repríza pátého dílu 6. řady a dne 24. února 2016 byla odvysílaná repríza čtvrtého dílu 6. řady. Reprízovaný díl odvysílaný 24. února byl navíc v TV programu nesprávně označen popisem, který odpovídal až dalšímu premiérovému dílu z 2. března.
| Pořadí | Pořadí | Datum premiéry  | Manželka #1   | Manželka #2    | Číslo na VOYO      |        |
| celkem | v řadě | Datum premiéry  | Manželka #1   | Manželka #2    | Číslo na VOYO      |        |
| ------ | ------ | --------------- | ------------- | -------------- | ------------------ | ------ |
| 65.    | 1.     | 25. března 2015 | Jana (30)     | Monika (30)    | 6. série - 11. díl | [ 60 ] |
| 66.    | 2.     | 1. dubna 2015   | Martina (24)  | Veronika (27)  | 6. série - 12. díl | [ 61 ] |
| 67.    | 3.     | 8. dubna 2015   | Dana (38)     | Kateřina (29)  | 6. série - 14. díl | [ 62 ] |
| 68.    | 4.     | 15. dubna 2015  | Kristina (27) | Jarka (39)     | 7. série - 5. díl  | [ 63 ] |
| 69.    | 5.     | 22. dubna 2015  | Žaneta (36)   | Elizavet (56)  | 6. série - 13. díl | [ 64 ] |
| 70.    | 6.     | 29. dubna 2015  | Petra (34)    | Lada (30)      | 7. série - 1. díl  | [ 65 ] |
| 71.    | 7.     | 6. května 2015  | Martina (26)  | Irena (37)     | 7. série - 2. díl  | [ 66 ] |
| 72.    | 8.     | 13. května 2015 | Kateřina (20) | Dana (42)      | 6. série - 16. díl | [ 67 ] |
| 73.    | 9.     | 20. května 2015 | Markéta (38)  | Pavla (27)     | 6. série - 15. díl | [ 68 ] |
| 74.    | 10.    | 27. května 2015 | Věra (26)     | Lucie (36)     | 7. série - 6. díl  | [ 69 ] |
| 75.    | 11.    | 3. června 2015  | Lenka (43)    | Lenka (21)     | 7. série - 8. díl  | [ 70 ] |
| 76.    | 12.    | 10. června 2015 | Mili (33)     | Gabriela (36)  | 7. série - 10. díl | [ 71 ] |
| 77.    | 13.    | 17. června 2015 | Lenka (52)    | Iveta (26)     | 7. série - 3. díl  | [ 72 ] |
| 78.    | 14.    | 26. srpna 2015  | Veronika (32) | Veronika (27)  | 7. série - 7. díl  | [ 73 ] |
| 79.    | 15.    | 2. září 2015    | Milada (26)   | Helena (42)    | 7. série - 4. díl  | [ 74 ] |
| 80.    | 16.    | 9. září 2015    | Jana (35)     | Kristýna (33)  | 7. série - 9. díl  | [ 75 ] |
| 81.    | 17.    | 16. září 2015   | Lucie (31)    | Nataša (55)    | 7. série - 11. díl | [ 76 ] |
| 82.    | 18.    | 30. září 2015   | Lída (33)     | Světla (36)    | 7. série - 12. díl | [ 77 ] |
| 83.    | 19.    | 20. ledna 2016  | Martina (36)  | Markéta (23)   | 7. série - 13. díl | [ 78 ] |
| 84.    | 20.    | 27. ledna 2016  | Míša (25)     | Veronika (26)  | 7. série - 14. díl | [ 79 ] |
| 85.    | 21.    | 3. února 2016   | Ivana (54)    | Magdalena (44) | 7. série - 15. díl | [ 80 ] |
| 86.    | 22.    | 10. února 2016  | Romana (32)   | Marcela (34)   | 7. série - 16. díl | [ 81 ] |
| 87.    | 23.    | 17. února 2016  | Irena (37)    | Ivana (49)     | 7. série - 17. díl | [ 82 ] |
| 88.    | 24.    | 2. března 2016  | Katka (26)    | Katka (22)     | 7. série - 18. díl | [ 83 ] |
| 89.    | 25.    | 9. března 2016  | Nina (39)     | Ingrid (35)    | 7. série - 19. díl | [ 84 ] |
| 90.    | 26.    | 21. září 2016   | Monika (27)   | Sylva (22)     | 7. série - 20. díl | [ 85 ] |

### Osmá řada (2016–2017)
Vysílací den: středa
| Pořadí | Pořadí | Datum premiéry     | Manželka #1    | Manželka #2   | Číslo na VOYO |         |
| celkem | v řadě | Datum premiéry     | Manželka #1    | Manželka #2   | Číslo na VOYO |         |
| ------ | ------ | ------------------ | -------------- | ------------- | ------------- | ------- |
| 91.    | 1.     | 28. září 2016      | Zdena (36)     | Aneta (26)    | 1. díl        | [ 86 ]  |
| 92.    | 2.     | 5. října 2016      | Stáňa (37)     | Lukáš (25)    | 2. díl        | [ 87 ]  |
| 93.    | 3.     | 12. října 2016     | Jitka (42)     | Blanka (35)   | 3. díl        | [ 88 ]  |
| 94.    | 4.     | 19. října 2016     | Eva (35)       | Veronika (21) | 4. díl        | [ 89 ]  |
| 95.    | 5.     | 26. října 2016     | Radka (37)     | Radka (37)    | 5. díl        | [ 90 ]  |
| 96.    | 6.     | 2. listopadu 2016  | Jaroslava (39) | Eliška (25)   | 6. díl        | [ 91 ]  |
| 97.    | 7.     | 9. listopadu 2016  | Zdeňka (37)    | Majka (35)    | 7. díl        | [ 92 ]  |
| 98.    | 8.     | 16. listopadu 2016 | Lucka (25)     | Kristína (26) | 8. díl        | [ 93 ]  |
| 99.    | 9.     | 1. února 2017      | Gábina (41)    | Veronika (26) | 9. díl        | [ 94 ]  |
| 100.   | 10.    | 8. února 2017      | Veronika (33)  | Jana (38)     | 10. díl       | [ 95 ]  |
| 101.   | 11.    | 15. února 2017     | Helena (31)    | Johana (23)   | 11. díl       | [ 96 ]  |
| 102.   | 12.    | 22. února 2017     | Alena (43)     | Míla (45)     | 12. díl       | [ 97 ]  |
| 103.   | 13.    | 1. března 2017     | Paulína (33)   | Andrea (39)   | 13. díl       | [ 98 ]  |
| 104.   | 14.    | 8. března 2017     | Bára (36)      | Danka (30)    | 14. díl       | [ 99 ]  |
| 105.   | 15.    | 15. března 2017    | Lída (26)      | Monika (38)   | 15. díl       | [ 100 ] |
| 106.   | 16.    | 22. března 2017    | Monika (42)    | Marie (35)    | 16. díl       | [ 101 ] |
| 107.   | 17.    | 29. března 2017    | Petra (32)     | Marie (21)    | 17. díl       | [ 102 ] |
| 108.   | 18.    | 5. dubna 2017      | Jana (32)      | Lucie (25)    | 18. díl       | [ 103 ] |
| 109.   | 19.    | 12. dubna 2017     | Renata (48)    | Eliška (28)   | 19. díl       | [ 104 ] |
| 110.   | 20.    | 19. dubna 2017     | Silva (32)     | Jana (32)     | 20. díl       | [ 105 ] |

### Devátá řada (2017–2018)
Vysílací den: středa
Mezi premiérovými díly byly odvysílány 4 reprízy: dne 26. dubna 2017 byl odvysílán díl z 10.6.2015; dne 10. května 2017 byl odvysílán díl z 17.6.2015; dne 17. května 2017 byl odvysílán díl z 2.9.2015 a dne 14. června 2017 byl odvysílán díl z 26.8.2015. 
| Pořadí | Pořadí | Datum premiéry  | Manželka #1   | Manželka #2    | Číslo na VOYO |         |
| celkem | v řadě | Datum premiéry  | Manželka #1   | Manželka #2    | Číslo na VOYO |         |
| ------ | ------ | --------------- | ------------- | -------------- | ------------- | ------- |
| 111.   | 1.     | 3. května 2017  | Denisa (32)   | Gabriela (37)  | 1. díl        | [ 106 ] |
| 112.   | 2.     | 24. května 2017 | Lenka (35)    | Věra (48)      | 2. díl        | [ 107 ] |
| 113.   | 3.     | 31. května 2017 | Amálie (29)   | Zuzka (29)     | 3. díl        | [ 108 ] |
| 114.   | 4.     | 7. června 2017  | Marek (38)    | Jindřiška (39) | 4. díl        | [ 109 ] |
| 115.   | 5.     | 23. srpna 2017  | Vlasta (44)   | Jarka (37)     | 6. díl        | [ 110 ] |
| 116.   | 6.     | 30. srpna 2017  | Jana (35)     | Sabina (22)    | 9. díl        | [ 111 ] |
| 117.   | 7.     | 6. září 2017    | Iva (17)      | Soňa (28)      | 5. díl        | [ 112 ] |
| 118.   | 8.     | 13. září 2017   | Katka (25)    | Monika (43)    | 8. díl        | [ 113 ] |
| 119.   | 9.     | 20. září 2017   | Tereza (23)   | Kristýna (23)  | 7. díl        | [ 114 ] |
| 120.   | 10.    | 27. září 2017   | Dáša (42)     | Klára (34)     | 10. díl       | [ 115 ] |
| 121.   | 11.    | 4. října 2017   | Petra (29)    | Eva (27)       | 12. díl       | [ 116 ] |
| 122.   | 12.    | 11. října 2017  | Jitka (29)    | Šárka (33)     | 11. díl       | [ 117 ] |
| 123.   | 13.    | 10. ledna 2018  | Gabriela (42) | Helena (44)    | 13. díl       | [ 118 ] |
| 124.   | 14.    | 17. ledna 2018  | Míša (34)     | Petra (39)     | 14. díl       | [ 119 ] |
| 125.   | 15.    | 24. ledna 2018  | Míša (40)     | Šárka (39)     | 17. díl       | [ 120 ] |
| 126.   | 16.    | 31. ledna 2018  | Osmany (50)   | Lucka (35)     | 15. díl       | [ 121 ] |
| 127.   | 17.    | 7. února 2018   | Dáša (43)     | Pavlína (45)   | 18. díl       | [ 122 ] |
| 128.   | 18.    | 14. února 2018  | Lenka (37)    | Ivona (37)     | 16. díl       | [ 123 ] |
| 129.   | 19.    | 21. února 2018  | Mirka (41)    | Martina (47)   | -             | [ 124 ] |
| 130.   | 20.    | 28. února 2018  | Aneta (31)    | Naďa (37)      | 20. díl       | [ 125 ] |

### Desátá řada (2018–2019)
Vysílací den: středa
Premiéry dílů 18, 19 a 20 byly vnořeny mezi premiérové díly 11. řady.
| Pořadí | Pořadí | Datum premiéry  | Manželka #1   | Manželka #2   | Číslo na VOYO |         |
| celkem | v řadě | Datum premiéry  | Manželka #1   | Manželka #2   | Číslo na VOYO |         |
| ------ | ------ | --------------- | ------------- | ------------- | ------------- | ------- |
| 131.   | 1.     | 7. března 2018  | Lucie (30)    | Denisa (28)   | 1. díl        | [ 126 ] |
| 132.   | 2.     | 14. března 2018 | Věra (29)     | Iveta (32)    | 2. díl        | [ 127 ] |
| 133.   | 3.     | 21. března 2018 | Helena (43)   | Marcela (34)  | 3. díl        | [ 128 ] |
| 134.   | 4.     | 28. března 2018 | Míša (23)     | Irina (30)    | 4. díl        | [ 129 ] |
| 135.   | 5.     | 4. dubna 2018   | Zdena (41)    | Simona (27)   | 5. díl        | [ 130 ] |
| 136.   | 6.     | 11. dubna 2018  | Naďa (38)     | Jana (32)     | 7. díl        | [ 131 ] |
| 137.   | 7.     | 18. dubna 2018  | Jana (32)     | Žaneta (38)   | 6. díl        | [ 132 ] |
| 138.   | 8.     | 29. srpna 2018  | Tereza (30)   | Patrik (22)   | 15. díl       | [ 133 ] |
| 139.   | 9.     | 5. září 2018    | Kristýna (25) | Věra (38)     | 8. díl        | [ 134 ] |
| 140.   | 10.    | 12. září 2018   | Kristýna (23) | Andrea (34)   | 9. díl        | [ 135 ] |
| 141.   | 11.    | 19. září 2018   | Blanka (40)   | Mia (25)      | 10. díl       | [ 136 ] |
| 142.   | 12.    | 26. září 2018   | Eliška (24)   | Eva (48)      | 11. díl       | [ 137 ] |
| 143.   | 13.    | 3. října 2018   | Lucka (26)    | Kristýna (32) | 12. díl       | [ 138 ] |
| 144.   | 14.    | 10. října 2018  | Tereza (21)   | Ivana (38)    | 13. díl       | [ 139 ] |
| 145.   | 15.    | 17. října 2018  | Jarmila (51)  | Martina (35)  | 14. díl       | [ 140 ] |
| 146.   | 16.    | 24. října 2018  | Marie (33)    | Lucka (32)    | 16. díl       | [ 141 ] |
| 147.   | 17.    | 9. ledna 2019   | Marie (34)    | Petra (43)    | -             | [ 142 ] |
| 149.   | 18.    | 23. ledna 2019  | Sára (30)     | Lucie (29)    | 20. díl       | [ 143 ] |
| 152.   | 19.    | 13. února 2019  | Dita (38)     | Alena (30)    | 19. díl       | [ 144 ] |
| 157.   | 20.    | 20. března 2019 | Štěpánka (32) | Lucka (24)    | 18. díl       | [ 145 ] |

### Jedenáctá řada (2019–2020)
Vysílací den: středa
Dne 23. ledna, 13. února a 20. března byly odvysílány premiérové díly, které podle číslování TV Nova patří ještě do 10. řady.
Vzhledem k úmrtí Karla Gotta dne 1.10.2019, byl místo premiérového dílu Výměny manželek dne 2.10.2019 vysílán dokumentární pořad věnovaný K. Gottovi.
| Pořadí | Pořadí | Datum premiéry  | Manželka #1   | Manželka #2   | Číslo na VOYO |         |
| celkem | v řadě | Datum premiéry  | Manželka #1   | Manželka #2   | Číslo na VOYO |         |
| ------ | ------ | --------------- | ------------- | ------------- | ------------- | ------- |
| 148.   | 1.     | 16. ledna 2019  | Marcela (32)  | Veronika (21) | 8. díl        | [ 146 ] |
| 150.   | 2.     | 30. ledna 2019  | Jana (35)     | Bára (32)     | 2. díl        | [ 147 ] |
| 151.   | 3.     | 6. února 2019   | Pavla (29)    | Petra (47)    | -             | [ 148 ] |
| 153.   | 4.     | 20. února 2019  | Andrea (30)   | Tereza (26)   | 3. díl        | [ 149 ] |
| 154.   | 5.     | 27. února 2019  | Monika (21)   | Lucie (26)    | 4. díl        | [ 150 ] |
| 155.   | 6.     | 6. března 2019  | Věra (25)     | Jana (30)     | 6. díl        | [ 151 ] |
| 156.   | 7.     | 13. března 2019 | Gábina (41)   | Katka (40)    | 7. díl        | [ 152 ] |
| 158.   | 8.     | 27. března 2019 | Markéta (22)  | Andrea (48)   | -             | [ 153 ] |
| 159.   | 9.     | 3. dubna 2019   | Soňa (40)     | Milada (36)   | 9. díl        | [ 154 ] |
| 160.   | 10.    | 10. dubna 2019  | Michaela (28) | Eva (43)      | 10. díl       | [ 155 ] |
| 161.   | 11.    | 17. dubna 2019  | Barča (27)    | Markéta (25)  | 11. díl       | [ 156 ] |
| 162.   | 12.    | 28. srpna 2019  | Emílie (43)   | Andrea (26)   | 12. díl       | [ 157 ] |
| 163.   | 13.    | 4. září 2019    | Ilona (42)    | Radka (38)    | 13. díl       | [ 158 ] |
| 164.   | 14.    | 11. září 2019   | Týna (25)     | Jarka (34)    | 15. díl       | [ 159 ] |
| 165.   | 15.    | 18. září 2019   | Jarča (23)    | Martina (30)  | 14. díl       | [ 160 ] |
| 166.   | 16.    | 25. září 2019   | Aneta (28)    | Lucie (26)    | -             | [ 161 ] |
| 167.   | 17.    | 9. října 2019   | Sabina (27)   | Markéta (36)  | 18. díl       | [ 162 ] |
| 168.   | 18.    | 16. října 2019  | Zdena (38)    | Lenka (33)    | 20. díl       | [ 163 ] |
| 169.   | 19.    | 23. října 2019  | Monika (30)   | Veronika (30) | 17. díl       | [ 164 ] |
| 170.   | 20.    | 8. ledna 2020   | Katka (24)    | Jiřina (29)   | 19. díl       | [ 165 ] |

### Dvanáctá řada (2020)
Vysílací den: středa
| Pořadí | Pořadí | Datum premiéry  | Manželka #1   | Manželka #2   | Číslo na VOYO      |         |
| celkem | v řadě | Datum premiéry  | Manželka #1   | Manželka #2   | Číslo na VOYO      |         |
| ------ | ------ | --------------- | ------------- | ------------- | ------------------ | ------- |
| 171.   | 1.     | 15. ledna 2020  | Lucka (42)    | Markéta (33)  | 12. série - 1. díl | [ 166 ] |
| 172.   | 2.     | 22. ledna 2020  | Lenka (37)    | Petra (30)    | 12. série - 2. díl | [ 167 ] |
| 173.   | 3.     | 29. ledna 2020  | Tereza (23)   | Pavla (26)    | 12. série - 3. díl | [ 168 ] |
| 174.   | 4.     | 5. února 2020   | Renata (48)   | Jana (36)     | 12. série - 4. díl | [ 169 ] |
| 175.   | 5.     | 12. února 2020  | Vendula (29)  | Markéta (28)  | 12. série - 5. díl | [ 170 ] |
| 176.   | 6.     | 19. února 2020  | Lucie (40)    | Michaela (24) | 12. série - 6. díl | [ 171 ] |
| 177.   | 7.     | 26. února 2020  | Bára (32)     | Helena (45)   | 12. série - 7. díl | [ 172 ] |
| 178.   | 8.     | 4. března 2020  | Kateřina (41) | Žaneta (25)   | 12. série - 8. díl | [ 173 ] |
| 179.   | 9.     | 11. března 2020 | Nikola (30)   | Nicol (24)    | 12. série - 9. díl | [ 174 ] |

### Třináctá řada (2020)
Vysílací den: středa
| Pořadí | Pořadí | Datum premiéry | Manželka #1 | Manželka #2  | Číslo na VOYO       |         |
| celkem | v řadě | Datum premiéry | Manželka #1 | Manželka #2  | Číslo na VOYO       |         |
| ------ | ------ | -------------- | ----------- | ------------ | ------------------- | ------- |
| 180.   | 1.     | 26. srpna 2020 | Petra (41)  | Nikola (26)  | 12. série - 10. díl | [ 175 ] |
| 181.   | 2.     | 2. září 2020   | Jana (32)   | Míša (28)    | 12. série - 11. díl | [ 176 ] |
| 182.   | 3.     | 9. září 2020   | Tereza (34) | Nikola (28)  | 12. série - 12. díl | [ 177 ] |
| 183.   | 4.     | 16. září 2020  | Magda (27)  | Tereza (21)  | 12. série - 13. díl | [ 178 ] |
| 184.   | 5.     | 23. září 2020  | Petra (32)  | Věra (35)    | 12. série - 14. díl | [ 179 ] |
| 185.   | 6.     | 30. září 2020  | Monika (21) | Andrea (30)  | 12. série - 15. díl | [ 180 ] |
| 186.   | 7.     | 7. října 2020  | Jana (28)   | Květa (33)   | 12. série - 16. díl | [ 181 ] |
| 187.   | 8.     | 14. října 2020 | Ivka (51)   | Martina (33) | 12. série - 17. díl | [ 182 ] |
| 188.   | 9.     | 21. října 2020 | Hanka (33)  | Zuzka (33)   | 12. série - 18. díl | [ 183 ] |

### Čtrnáctá řada (2021)
Vysílací den: středa
Ve 12. díle (24.3.2021) se výměny zúčastnil český herec Daniel Krejčík se svým partnerem Matějem Stropnickým.
| Pořadí | Pořadí | Datum premiéry  | Manželka #1  | Manželka #2   | Číslo na VOYO       |         |
| celkem | v řadě | Datum premiéry  | Manželka #1  | Manželka #2   | Číslo na VOYO       |         |
| ------ | ------ | --------------- | ------------ | ------------- | ------------------- | ------- |
| 189.   | 1.     | 6. ledna 2021   | Lucie (34)   | Alena (40)    | 12. série - 19. díl | [ 184 ] |
| 190.   | 2.     | 13. ledna 2021  | Hanka (33)   | Adéla (25)    | 12. série - 20. díl | [ 185 ] |
| 191.   | 3.     | 20. ledna 2021  | Maruška (36) | Monika (36)   | 12. série - 21. díl | [ 186 ] |
| 192.   | 4.     | 27. ledna 2021  | Vendy (32)   | Káťa (23)     | 12. série - 22. díl | [ 187 ] |
| 193.   | 5.     | 3. února 2021   | Martina (50) | Ivana (55)    | 13. série - 1. díl  | [ 188 ] |
| 194.   | 6.     | 10. února 2021  | Maruška (39) | Dáša (31)     | 13. série - 2. díl  | [ 189 ] |
| 195.   | 7.     | 17. února 2021  | Barča (32)   | Kristýna (29) | 13. série - 3. díl  | [ 190 ] |
| 196.   | 8.     | 24. února 2021  | Alena (37)   | Mirka (42)    | 13. série - 4. díl  | [ 191 ] |
| 197.   | 9.     | 3. března 2021  | Miriam (41)  | Kateřina (32) | 13. série - 5. díl  | [ 192 ] |
| 198.   | 10.    | 10. března 2021 | Pavla (28)   | Martina (39)  | 13. série - 6. díl  | [ 193 ] |
| 199.   | 11.    | 17. března 2021 | Jana (38)    | Alena (32)    | 13. série - 7. díl  | [ 194 ] |
| 200.   | 12.    | 24. března 2021 | Daniel (26)  | Martina (35)  | 13. série - 8. díl  | [ 195 ] |
| 201.   | 13.    | 31. března 2021 | Katka (27)   | Kristýna (37) | 13. série - 9. díl  | [ 196 ] |
| 202.   | 14.    | 7. dubna 2021   | Iveta (51)   | Šárka (47)    | 13. série - 10. díl | [ 197 ] |
| 203.   | 15.    | 14. dubna 2021  | Anna (33)    | Míša (29)     | 13. série - 11. díl | [ 198 ] |
| 204.   | 16.    | 21. dubna 2021  | Iveta (42)   | Iveta (33)    | 13. série - 12. díl | [ 199 ] |

### Patnáctá řada (2021–2022)
Vysílací den: středa
V 15. řadě se výměny zúčastnilo hned několik známých osobností - ve 12. díle (2.3.2022) byl účastníkem český herec Jaromír Nosek, v 17. díle (6.4.2022) český zpěvák a bývalý superstarista Jan Bendig a v 21. díle (4.5.2022) česká herečka Michaela Tomešová.
| Pořadí | Pořadí | Datum premiéry    | Manželka #1   | Manželka #2   | Číslo na VOYO       |         |
| celkem | v řadě | Datum premiéry    | Manželka #1   | Manželka #2   | Číslo na VOYO       |         |
| ------ | ------ | ----------------- | ------------- | ------------- | ------------------- | ------- |
| 205.   | 1.     | 1. prosince 2021  | Barbora (32)  | Jarka (39)    | 13. série - 13. díl | [ 200 ] |
| 206.   | 2.     | 8. prosince 2021  | Jana (43)     | Táňa (36)     | 13. série - 14. díl | [ 201 ] |
| 207.   | 3.     | 15. prosince 2021 | Helena (38)   | Iveta (45)    | 13. série - 15. díl | [ 202 ] |
| 208.   | 4.     | 5. ledna 2022     | Romana (26)   | Petra (32)    | 14. série - 6. díl  | [ 203 ] |
| 209.   | 5.     | 12. ledna 2022    | Blanka (37)   | Jana (34)     | 13. série - 17. díl | [ 204 ] |
| 210.   | 6.     | 19. ledna 2022    | Viktorka (28) | Andrea (26)   | 14. série - 12. díl | [ 205 ] |
| 211.   | 7.     | 26. ledna 2022    | Gabriela (38) | Naďa (32)     | 13. série - 20. díl | [ 206 ] |
| 212.   | 8.     | 2. února 2022     | Bětka (32)    | Tereza (20)   | 14. série - 13. díl | [ 207 ] |
| 213.   | 9.     | 9. února 2022     | Jakub (29)    | Adriana (39)  | 14. série - 15. díl | [ 208 ] |
| 214.   | 10.    | 16. února 2022    | Petra (29)    | Eva (38)      | 14. série - 5. díl  | [ 209 ] |
| 215.   | 11.    | 23. února 2022    | Lucie (39)    | Irena (30)    | 13. série - 19. díl | [ 210 ] |
| 216.   | 12.    | 2. března 2022    | Zuzka (30)    | Živa (36)     | 14. série - 11. díl | [ 211 ] |
| 217.   | 13.    | 9. března 2022    | Saša (31)     | Bára (21)     | 13. série - 18. díl | [ 212 ] |
| 218.   | 14.    | 16. března 2022   | Kristýna (28) | Olina (33)    | 14. série - 8. díl  | [ 213 ] |
| 219.   | 15.    | 23. března 2022   | Hanka (37)    | Nela (26)     | 14. série - 3. díl  | [ 214 ] |
| 220.   | 16.    | 30. března 2022   | Renata (40)   | Alena (41)    | 14. série - 10. díl | [ 215 ] |
| 221.   | 17.    | 6. dubna 2022     | Honza (27)    | Růžena (48)   | 14. série - 17. díl | [ 216 ] |
| 222.   | 18.    | 13. dubna 2022    | Jiřina (43)   | Martina (30)  | 14. série - 4. díl  | [ 217 ] |
| 223.   | 19.    | 20. dubna 2022    | Simona (28)   | Lucie (25)    | 14. série - 9. díl  | [ 218 ] |
| 224.   | 20.    | 27. dubna 2022    | Alena (49)    | Olga (52)     | 13. série - 16. díl | [ 219 ] |
| 225.   | 21.    | 4. května 2022    | Míša (30)     | Míša (32)     | 14. série - 16. díl | [ 220 ] |
| 226.   | 22.    | 11. května 2022   | Helena (41)   | Veronika (33) | 14. série - 2. díl  | [ 221 ] |
| 227.   | 23.    | 18. května 2022   | Vlaďka (48)   | Katka (36)    | 14. série - 14. díl | [ 222 ] |
| 228.   | 24.    | 25. května 2022   | Veronika (42) | Iva (34)      | 14. série - 1. díl  | [ 223 ] |
| 229.   | 25.    | 1. června 2022    | Lucka (32)    | Alena (27)    | 14. série - 7. díl  | [ 224 ] |

### Šestnáctá řada (2023)
Vysílací den: středa
Na konci prosince 2022, před začátkem vysílání 16. série, bylo všech dosavadních 15 sérii na Voyo přečíslováno a díly všech sérií byly přerozděleny z původních 15 sérii do 14. Nová série, která by měla být podle dosavadního číslování označena jako 16., byla tak na Voyo označena opět jako patnáctá.
V 9. díle (10.5.2023) se výměny zúčastnil zápasník MMA Gábor Boráros.
| Pořadí | Pořadí | Datum premiéry  | Manželka #1   | Manželka #2   | Číslo na VOYO       |         |
| celkem | v řadě | Datum premiéry  | Manželka #1   | Manželka #2   | Číslo na VOYO       |         |
| ------ | ------ | --------------- | ------------- | ------------- | ------------------- | ------- |
| 230.   | 1.     | 11. ledna 2023  | Petra (30)    | Marianna (35) | 15. série - 1. díl  | [ 225 ] |
| 231.   | 2.     | 18. ledna 2023  | Terka (23)    | Tereza (35)   | 15. série - 2. díl  | [ 226 ] |
| 232.   | 3.     | 25. ledna 2023  | Bára (32)     | Jarmila (42)  | 15. série - 3. díl  | [ 227 ] |
| 233.   | 4.     | 1. února 2023   | Vendy (26)    | Zuzka (25)    | 15. série - 4. díl  | [ 228 ] |
| 234.   | 5.     | 8. února 2023   | Karolína (37) | Mirka (33)    | 15. série - 5. díl  | [ 229 ] |
| 235.   | 6.     | 15. února 2023  | Lucka (28)    | Petra (36)    | 15. série - 6. díl  | [ 230 ] |
| 236.   | 7.     | 22. února 2023  | Zuzka (38)    | Petra (26)    | 15. série - 7. díl  | [ 231 ] |
| 237.   | 8.     | 1. března 2023  | Angie (26)    | Věra (42)     | 15. série - 8. díl  | [ 232 ] |
| 238.   | 9.     | 10. května 2023 | Monika (28)   | Renata (40)   | 15. série - 9. díl  | [ 233 ] |
| 239.   | 10.    | 17. května 2023 | Lucka (34)    | Vláďa (34)    | 15. série - 10. díl | [ 234 ] |
| 240.   | 11.    | 24. května 2023 | Jarča (33)    | Majka (34)    | 15. série - 11. díl | [ 235 ] |
| 241.   | 12.    | 31. května 2023 | Žaneta (37)   | Vendula (33)  | 15. série - 12. díl | [ 236 ] |
| 242.   | 13.    | 7. června 2023  | Ornella (29)  | Verča (39)    | 15. série - 13. díl | [ 237 ] |
| 243.   | 14.    | 14. června 2023 | Denisa (30)   | Lucka (34)    | 15. série - 14. díl | [ 238 ] |
| 244.   | 15.    | 21. června 2023 | Petra (33)    | Jana (40)     | 15. série - 15. díl | [ 239 ] |

### Sedmnáctá řada (2023)
Vysílací den: středa
Díly 17. řady byly od 21.6.2023 postupně zveřejňovány na Voyo v exkluzivní předpremiéře a téměř rok byly přístupné pouze na Voyo v samostatně vyčleněné sérii. Po ukončení vysílání 18. řady byly nakoniec i tyto díly od 5.6.2024 zařazovány do vysílání v televizi a na Voyo byly z vlastní samostatné série přesunuty k běžným televizním dílům.
| Pořadí | Pořadí | Datum premiéry na VOYO | Manželka #1   | Manželka #2   | Číslo na VOYO                 | Datum premiéry v TV |         |
| celkem | v řadě | Datum premiéry na VOYO | Manželka #1   | Manželka #2   | Číslo na VOYO                 | Datum premiéry v TV |         |
| ------ | ------ | ---------------------- | ------------- | ------------- | ----------------------------- | ------------------- | ------- |
| 245.   | 1.     | 21. června 2023        | Kateřina (37) | Tereza (31)   | 16. série - Kateřina a Tereza | 5. června 2024      | [ 240 ] |
| 246.   | 2.     | 28. června 2023        | Renata (45)   | Katka (42)    | 17. série - Renata a Katka    | 28. srpna 2024      | [ 241 ] |
| 247.   | 3.     | 5. července 2023       | Alča (41)     | Verča (28)    | 17. série - Alča a Verča      | 4. září 2024        | [ 242 ] |
| 248.   | 4.     | 12. července 2023      | Eliška (33)   | Kristýna (23) | 16. série - Eliška a Kristýna | 12. června 2024     | [ 243 ] |
| 249.   | 5.     | 19. července 2023      | Lucie (31)    | Ilona (45)    | 17. série - Lucie a Ilona     | 11. září 2024       | [ 244 ] |
| 250.   | 6.     | 26. července 2023      | Jana (38)     | Veronika (31) | 17. série - Jana a Veronika   | 18. září 2024       | [ 245 ] |
| 251.   | 7.     | 2. srpna 2023          | Hanka (28)    | Andrea (34)   | 17. série - Hanka a Andrea    | 25. září 2024       | [ 246 ] |

### Osmnáctá řada (2024)
Vysílací den: středa
Navzdory tomu, že se jedná v pořadí už o osmnáctou sérii, kvůli opakovaným změnám číslování dílů na Voyo byla na Voyo tato série označena opět jako šestnáctá.
| Pořadí | Pořadí | Datum premiéry  | Manželka #1  | Manželka #2   | Číslo na VOYO                 |         |
| celkem | v řadě | Datum premiéry  | Manželka #1  | Manželka #2   | Číslo na VOYO                 |         |
| ------ | ------ | --------------- | ------------ | ------------- | ----------------------------- | ------- |
| 252.   | 1.     | 3. ledna 2024   | Mirka (34)   | Simča (39)    | 16. série - Mirka a Simča     | [ 247 ] |
| 253.   | 2.     | 10. ledna 2024  | Kačka (29)   | Darina (36)   | 16. série - Kačka a Darina    | [ 248 ] |
| 254.   | 3.     | 17. ledna 2024  | Věra (43)    | Nikola (29)   | 16. série - Věra a Nikola     | [ 249 ] |
| 255.   | 4.     | 24. ledna 2024  | Lenka (40)   | Dominika (27) | 16. série - Lenka a Dominika  | [ 250 ] |
| 256.   | 5.     | 31. ledna 2024  | Lucie (32)   | Dominika (45) | 16. série - Lucie a Dominika  | [ 251 ] |
| 257.   | 6.     | 7. února 2024   | Petra (26)   | Pavlína (34)  | 16. série - Petra a Pavlína   | [ 252 ] |
| 258.   | 7.     | 14. února 2024  | Andrea (29)  | Petra (39)    | 16. série - Andrea a Petra    | [ 253 ] |
| 259.   | 8.     | 21. února 2024  | Dorka (28)   | Žaneta (44)   | 16. série - Dorka a Žaneta    | [ 254 ] |
| 260.   | 9.     | 28. února 2024  | Jana (43)    | Lucka (32)    | 16. série - Jana a Lucka      | [ 255 ] |
| 261.   | 10.    | 6. března 2024  | Eva (27)     | Simona (38)   | 16. série - Eva a Simona      | [ 256 ] |
| 262.   | 11.    | 13. března 2024 | Martina (36) | Martina (30)  | 16. série - Martina a Martina | [ 257 ] |
| 263.   | 12.    | 20. března 2024 | Nikola (33)  | Petra (38)    | 16. série - Nikola a Petra    | [ 258 ] |
| 264.   | 13.    | 15. května 2024 | Nikol (48)   | Martina (44)  | 16. série - Martina a Nikol   | [ 259 ] |
| 265.   | 14.    | 22. května 2024 | Denisa (34)  | Michaela (37) | 16. série - Denisa a Michaela | [ 260 ] |
| 266.   | 15.    | 29. května 2024 | Sarah (26)   | Eva (46)      | 16. série - Sarah a Eva       | [ 261 ] |

### Devatenáctá řada (2024)
Vysílací den: středa
Podobně jako sedmnáctá řada, byla i devatenáctá řada v létě 2024 po několik týdnů dostupná exkluzivně pouze na Voyo, opět v samostatné sérii. Na podzim 2024 byly díly postupně zařazovány do televizního vysílání a na Voyo přesunuty k běžným dílům.
Druhý díl byl z Voyo odstraněn ještě předtím, než se dostal do vysílání v televizi. Jedná se tak o první díl Výměny manželek, který se nikdy nedostal do televizního vysílání, i když byl zpřístupněn veřejnosti.
| Pořadí | Pořadí | Datum premiéry na VOYO | Manželka #1  | Manželka #2   | Číslo na VOYO                 | Datum premiéry v TV |         |
| celkem | v řadě | Datum premiéry na VOYO | Manželka #1  | Manželka #2   | Číslo na VOYO                 | Datum premiéry v TV |         |
| ------ | ------ | ---------------------- | ------------ | ------------- | ----------------------------- | ------------------- | ------- |
| 267.   | 1.     | 3. července 2024       | Lucie (50)   | Petra (31)    | 17. série - Lucie a Petra     | 2. října 2024       | [ 262 ] |
| 268.   | 2.     | 10. července 2024      | Klára (19)   | Adéla (27)    | -                             | -                   | [ 263 ] |
| 269.   | 3.     | 17. července 2024      | Romana (47)  | Veronika (30) | 17. série - Romana a Veronika | 9. října 2024       | [ 264 ] |
| 270.   | 4.     | 24. července 2024      | Monika (29)  | Denisa (30)   | 17. série - Monika a Denisa   | 16. října 2024      | [ 265 ] |
| 271.   | 5.     | 31. července 2024      | Pavlína (32) | Klára (34)    | 2024 - Pavlína a Klára        | bude oznámeno       | [ 266 ] |
| 272.   | 6.     | 7. srpna 2024          | Nicol (43)   | Jíťa (33)     | 2024 - Nicol a Jíťa           | bude oznámeno       | [ 267 ] |
| 273.   | 7.     | 14. srpna 2024         | Růža (37)    | Denisa (22)   | 2024 - Růža a Denisa          | bude oznámeno       | [ 268 ] |

### Dvacátá řada (2024–2025)
Vysílací den: středa
Dvacátá řada byla, podobně jako některé předchozí řady, několik týdnů dostupná exkluzivně pouze na Voyo v samostatné sérii. Od ledna 2025 byly díly postupně zařazovány do televizního vysílání a na Voyo přesunuty k běžným dílům.
| Pořadí | Pořadí | Datum premiéry na VOYO | Manželka #1   | Manželka #2    | Číslo na VOYO                | Datum premiéry v TV |         |
| celkem | v řadě | Datum premiéry na VOYO | Manželka #1   | Manželka #2    | Číslo na VOYO                | Datum premiéry v TV |         |
| ------ | ------ | ---------------------- | ------------- | -------------- | ---------------------------- | ------------------- | ------- |
| 274.   | 1.     | 27. listopadu 2024     | Eliška (30)   | Blanka (44)    | 18. série - Eliška a Blanka  | 8. ledna 2025       | [ 269 ] |
| 275.   | 2.     | 4. prosince 2024       | Lucie (29)    | Zuzana (36)    | 18. série - Lucie a Zuzka    | 15. ledna 2025      | [ 270 ] |
| 276.   | 3.     | 11. prosince 2024      | Daniela (43)  | Linda (28)     | 18. série - Daniela a Linda  | 22. ledna 2025      | [ 271 ] |
| 277.   | 4.     | 18. prosince 2024      | Lucie (39)    | Marie (53)     | 18. série - Lucie a Marie    | 29. ledna 2025      | [ 272 ] |
| 278.   | 5.     | 1. ledna 2025          | Gabriela (27) | Verča (31)     | 18. série - Gabriela a Verča | 5. února 2025       | [ 273 ] |
| 279.   | 6.     | 8. ledna 2025          | Jana (36)     | Anastázie (30) | 18. série - Jana a Anastázie | 12. února 2025      | [ 274 ] |
| 280.   | 7.     | 15. ledna 2025         | Lenka (43)    | Věra (49)      | 18. série - Lenka a Věra     | 19. února 2025      |         |
| 281.   | 8.     | 22. ledna 2025         | Martina (36)  | Jana (25)      | 2024 - Martina a Janča       | 26. února 2025      |         |

### Speciály
U několika prvních řad byly na začátku nebo na konci řady vysílány speciální díly, které obsahovaly sestřih nejzajímavějších momentů z celé řady, případně i doplňkové rozhovory s účastníky show.
| Pořadí | Řada | Datum premiéry  | Číslo na VOYO      |         |
| ------ | ---- | --------------- | ------------------ | ------- |
| 1.     | 2.   | 3. dubna 2006   | 1. série - 15. díl | [ 275 ] |
| 2.     | 2.   | 11. června 2006 | 2. série - 9. díl  |         |
| 3.     | 3.   | 4. března 2007  | -                  |         |
| 4.     | 4.   | 1. března 2009  | 4. série - 1. díl  | [ 276 ] |